# L'alibi perfetto
L'alibi perfetto (in inglese The Perfect Alibi) è un romanzo di Christopher Caudwell, pseudonimo di Christopher St. John Sprigg, pubblicato nel 1934. Fa parte della sua collana di romanzi in cui compare come investigatore il giornalista Charles Venable.
Il libro è stato  tradotto in tedesco e italiano.

## Trama
Il racconto comincia con un incendio che scoppia all'interno del garage di una villa chiamata The Turrets, situata nella zona di Fairview Estate (lungo la riva del Tamigi). Una volta domato, viene rinvenuto il cadavere carbonizzato del proprietario della villa, Anthony Mullins, magnate del mercato delle armi.
La polizia si trova subito in difficoltà a causa del fatto che l'uomo era già morto per un colpo d'arma da fuoco. Il fatto che avesse redatto un nuovo testamento prima che morisse, a causa della gelosia che provava verso la moglie, porta le indagini a considera la possibilità che la vittima si sia tolta la vita per diseredare la moglie. D'altra parte però il garage è chiuso a chiave e l'arma del delitto non è presente nel garage bruciato quindi è un omicidio ma tutte le persone coinvolte hanno un alibi. La verità sarà svelata dal brillante giornalista Charles Venables che con la sua abilità riuscirà a far luce sulla storia smascherando l'alibi dell'assassino. La storia si sviluppa in luoghi diversi e i protagonisti sono svariati, hanno tutti un ruolo importante nel risolvere il mistero e questo porta il romanzo ad avere una grossa varietà tra le situazioni narrate ricche di colpi di scena, confessioni e tanto altro.

## Edizioni in italiano
- Christopher Caudwell, C. St. John Sprigg, L'alibi perfetto,  traduzione di Dario Pratesi, Milano: Polillo, 2012
- Christopher Caudwell, C. St. John Sprigg, L'alibi perfetto,  Milano: Corriere della sera: Polillo, 2013